# Skylanders: Spyro's Adventure
Skylanders: Spyro's Adventure es el primer videojuego de la serie Skylanders, desarrollado por Toys for Bob y publicado por Activision. Es un videojuego de acción y plataformas en 3D que se juega junto a figuras de juguete que interactúan con él a través de un "Portal de Poder", que lee su etiqueta a través de NFC y presenta las voces de Josh Keaton, Darin De Paul, Dave Wittenberg, Keythe Farley, Audrey Wasilewski, Joey Camen y Kevin Michael Richardson.
Fue lanzado en todo el mundo en octubre de 2011 (en Japón el 12 de julio de 2013), distribuido por Toys "R" Us y publicado por Square Enix, y lanzado para Wii, PlayStation 3, Nintendo 3DS y Wii U.
Activision anunció que, a partir del 3 de junio de 2012, el videojuego había sido el más vendido en consolas y portátiles en todo el mundo del año. Hasta el 31 de marzo de 2012, Activision había vendido más de 30 millones de juguetes de Skylanders, y se esperaba que las ventas excediesen los 500 millones de dólares para el fin de ese año. Una secuela directa, Skylanders: Giants, se lanzó en 2012 para Nintendo 3DS, PlayStation 3, Wii, Wii U y Xbox 360.

## Argumento
El videojuego comienza con un pueblo en Skylands siendo devastado por un tornado masivo. Un personaje llamado Hugo menciona la destrucción del "Núcleo de Luz" y un individuo llamado "Maestro Eón". De repente, Spyro (proporcionado por el jugador) aparece y procede a salvar a los aldeanos aún atrapados en la aldea y trae a Trigger Happy y Gill Grunt.
Después del rescate, el jugador es introducido a las Ruinas y se explica parte de la historia de fondo del videojuego. Los Maestros del Portal habían protegido a Skylands por un tiempo que nadie podía recordar. El Maestro Eon, el último Maestro de Portal en Skylands, y sus Skylanders custodiaban el Núcleo de Luz, una gran máquina que enriqueció al mundo y repelió a La Oscuridad, la fuerza máxima detrás de todo mal. Sin embargo, Kaos, un malvado Maestro del Portal que intentó destruir el Núcleo de la Luz en el pasado, regresó de su destierro en las Tierras Lejanas para destruir el Núcleo y gobernar Skylands como su emperador, sabiendo que Eón se había debilitado con la edad. Los Skylanders lucharon contra los secuaces de Kaos para proteger el Núcleo de Luz. Justo cuando estaban ganando la batalla, Kaos desató una criatura misteriosa que destruyó con éxito el Núcleo, permitiendo que La Oscuridad tomara el control y provocara que los Skylanders fueran desterrados de su mundo. A medida que los Skylanders se alejaron más de la magia de Skylands, comenzaron a encogerse hasta llegar a la Tierra, donde se convirtieron en juguetes como resultado de ese mundo sin magia. El Maestro Eon sobrevivió a la destrucción del Núcleo de Luz, pero se convirtió en un espíritu y no pudo luchar contra la Oscuridad sin su cuerpo físico. Él y los Skylanders esperaban la llegada de un nuevo Maestro del Portal hasta que finalmente llegara uno: el jugador, que encuentra los Skylands.
Sin embargo, para restaurar el Núcleo de Luz, el jugador debe recolectar varios objetos místicos. Los principales son las Fuentes elementales eternas: las fuentes de Fuego, Agua, Tierra, Aire, Tecnología, Magia, Vida y No Muertos que existen en Skylands. Esta no es una tarea pequeña, ya que Kaos se da cuenta rápidamente y envía a todos sus secuaces a destruir al nuevo Maestro del Portal y los Skylanders que Spyro recluta en el camino. A pesar de sus mejores esfuerzos (entre ellos crear copias oscuras de Skylanders), Kaos no detiene al jugador y (con la ayuda de varios otros personajes que se encontraron en el camino) se restaura el Núcleo de Luz. Humillados y debilitados, Kaos y Glumshanks se retiran a Outlands, el área más desolada de Skylands. No queriendo dejar nada al azar, el jugador y los Skylanders viajan a Kaos 'Fortress, donde se enfrentan en una batalla masiva contra el Maestro Oscuro del Portal, sus Skylanders oscuros y el Hydragon, la misma bestia responsable de la destrucción y destrucción del Núcleo de la Luz y el estado espiritual actual del Maestro Eon.
Al final, Kaos es derrotado. Si bien no le preocupa que lo desterren nuevamente, el espíritu de Eón le informa que no está siendo desterrado a las Tierras Lejanas, sino a la Tierra. Hugo con mucho gusto envía a Kaos a la Tierra, donde aparentemente se hizo el nuevo juguete masticable de un perro.

## Jugabilidad
En Skylanders: Spyro's Adventure, los jugadores asumen el papel de un Maestro del Portal que puede controlar más de 32 personajes diferentes, incluyendo a Spyro. Los jugadores se embarcan en un viaje a un mundo llamado Skylands, donde deben explorar cada lugar, luchar contra criaturas, recoger oro y tesoros, y resolver puzles mientras que salvan al mundo de Kaos, un Maestro del Portal, el principal antagonista.. El videojuego viene con tres figuras y un periférico llamado "Portal de Poder", que se conecta a la consola y permite leer las etiquetas NFC de dichas figuras.
El jugador puede utilizar cualquiera de los 32 personajes jugables en el juego si posee la figura de dicho personaje. La figura se coloca en el "Portal del Poder" y el jugador tendrá el control del personaje en el videojuego. Cada personaje pertenece a una clase (llamados "elementos") y tienen diferentes atributos (armadura, velocidad, entre otros), lo que le da a cada uno una personalización distinta.
Los personajes tienen cada uno un ataque primario, y un ataque secundario. Después de unas cuantas mejoras, se podrá conseguir un ataque terciario o de defensa. Los personajes ganan puntos de experiencia al derrotar enemigos y subir de nivel dará lugar a la mejora de los atributos. Cada personaje tiene sus propias habilidades especiales que difieren unos de otros, así como los elementos asignados. Aunque el videojuego incluye a Spyro, Gill Grunt y Trigger Happy, los jugadores pueden comprar las restantes 34 figuras por separado.
Además de las figuras de personajes estándar que están disponibles para la compra, también hay versiones limitadas ("Oro", "Plata", "Cristal", "Cromo" y "Brillo en la oscuridad") de ciertos personajes.
Al ser el primer videojuego de Skylanders, las figuras de videojuegos posteriores no son compatibles, exceptuando figuras que estén basadas en los 32 personajes originales, pero no añaden ninguna característica nueva de esos videojuegos.

### Versión de 3DS
Esta versión de Skylanders: Spyro's Adventure es más un videojuego de plataformas que sus contra partes de consola. Los jugadores deben completar niveles recolectando cristales, lo que les permite desbloquear más niveles. Cada nivel está lleno de cristales, obtenidos al llegar hacia el final del nivel o al completar una variedad de tareas, como derrotar a un cierto número de enemigos o encontrar objetos. Cada vez que el jugador encuentra un cristal, un enemigo se despierta y comienza un límite de tiempo. Deben vencer a los enemigos y obtener relojes en el nivel para tener más tiempo para protegerse del enemigo perseguidor. A diferencia de otras versiones, los personajes pueden hacer un salto y un doble salto. Esta versión del videojuego se desarrolla en un reino diferente en Skylands llamado Islas Radiantes, y se debe enfrentar una fuerza diferente de la Oscuridad bajo el mando de Hektore. A diferencia de las versiones de consola, el paquete de inicio para la versión 3DS viene con los Skylanders Ignitor, Stealth Elf y Dark Spyro.

## Desarrollo
Toys for Bob tuvo la oportunidad de revivir una franquicia de Vivendi, y eligieron la franquicia de Spyro el Dragón. Paul Reiche III señaló: «los intentos de revivir las franquicias de mascotas de gran audiencia no han tenido un éxito predecible en la industria de los videojuegos. Simplemente crear un nuevo videojuego de Spyro en la época actual no funcionará" y reinventar al personaje como ≪un Spyro valiente y de un mundo extraño» no parecía una idea prometedora. Reiche dijo que había considerado la integración de la tecnología con juguetes y videojuegos durante un tiempo, y era el tipo de concepto tan extravagante que fue la idea más prometedora que el equipo esbozó para la marca.
El título original del videojuego fue Spyro's Kingdom desde junio de 2009. El videojuego originalmente iba a ser un videojuego maduro de Spyro con un tono mucho más oscuro, que también incluía sangre, pero los desarrolladores de Toys for Bob perdieron su entusiasmo y sintieron que esta dirección no se sentía como propia de "Spyro". Pasaron seis meses probando diferentes enfoques con Spyro y con el tiempo y el presupuesto proporcionados por Activision.
El productor ejecutivo Jeff Poffenbarger afirmó que el videojuego estaba más orientado a los jugadores más jóvenes que no tenían conocimiento previo del personaje Spyro.
Para permitir que el videojuego funcione con los juguetes, la base de cada juguete contiene un chip RFID que se comunica de forma inalámbrica con el portal cuando está cerca para informar al videojuego qué juguete está actualmente activo. El chip RFID también conserva varias estadísticas clave que incluyen oro, nivel y actualizaciones compradas y ganadas a través del juego. Debido al uso de RFID, los juguetes son portátiles entre las plataformas compatibles al tiempo que conservan sus estadísticas, lo que permite a los jugadores usar sus personajes en los videojuegos de otros jugadores con todas las actualizaciones en su lugar. Además, se pueden colocar dos figuras en el portal al mismo tiempo, para partidas cooperativas o jugador contra jugador.
La banda sonora original del videojuego fue escrita principalmente por Lorne Balfe, con algunas composiciones adicionales de Andrew Kawczynski y Pete Adams. El tema principal fue escrito por Hans Zimmer.
La historia principal del videojuego fue escrita por Alec Sokolow y Joel Cohen, quienes trabajaron en la película Toy Story de Pixar. El videojuego se reveló originalmente como exclusivo para Wii, pero finalmente se lanzó para Xbox 360, PlayStation 3, iPad, iPhone, Web, Microsoft Windows y Macintosh.
Según el analista de Sterne Agee, Arvind Bathia, Skylanders: Spyro's Adventure «está funcionando aparentemente muy bien con los niños», que son el público objetivo del videojuego.
Nickelodeon de Europa y Activision trabajaron juntos para ayudar a patrocinar una gira llamada "Skylanders: Spyro's Adventure Live" para ayudar a promocionar el videojuego, que se realizó del 10 al 11 de septiembre de 2011 en Liverpool, Williamson Square al 17-18 de septiembre de 2011 en Londres, Westfield Stratford.

## Recepción
El videojuego recibió críticas generalmente favorables. GameSpot le dio un 7,5 de 10, elogiando la jugabilidad familiar y la progresión del personaje al estilo de los personajes de rol, pero criticó la falta de multijugador en línea, el costo de comprar un set completo de figuras, la inclusión arbitraria de Spyro y la falta de fiabilidad del periférico "Portal del Poder". Nintendo World Report le dio al videojuego un 9 de 10, elogiando la versión de Wii por sus valores de jugabilidad y producción, y la versión de 3DS por su accesibilidad para los jugadores más jóvenes y el diseño en general. Gaming Nexus le dio al videojuego una B+ y elogió el juego por llevar la franquicia de Spyro a una audiencia más joven una vez más, aunque notó que el videojuego tiene algunos defectos.
Destructoid le dio al videojuego un 8 de 10 argumentando que: «No es el videojuego más complejo del mercado, pero los artilugios innovadores y la consideración auténtica por parte del desarrollador se destacan en un mercado tan acostumbrado a producir la misma basura». IGN le dio a Skylanders: Spyro's Adventure un 8.0 de 10. Skylanders: Spyro's Adventure fue nominado para dos premios de la Toy Industry Association: "Videojuego del año" y "Juguete innovador del año".
ZTGD le dio al videojuego un 8.7/10 en una reseña inicial positiva (octubre de 2011) y en su artículo de seguimiento el 4 de enero de 2012 señaló una escasez mundial de juguetes adicionales para el trío de los paquetes de inicio como un problema del fabricante, Activision, algo que se había advertido en noviembre de 2011 debido a una demanda significativamente más alta de lo esperado. [35]
El crítico de Giant Bomb, Jeff Gerstmann, dio al videojuego cuatro de cinco estrellas, afirmando que «Skylanders probablemente esté dirigido a niños, pero sea lo que sea, soy un adulto legal ... y creo que todavía es genial».

### Ventas
Durante el primer trimestre de 2012, Skylanders: Spyro's Adventure fue el tercer videojuego más rentable en América del Norte y Europa, incluidas las ventas de accesorios y figuras. De acuerdo con las estimaciones internas de Activision, las ventas de juguetes de Skylanders excedieron las de la línea de figuras de acción número uno en ese momento, Star Wars.
Más de 30 millones de juguetes de Skylanders se han vendido en todo el mundo. Las ventas de juguetes del primer videojuego fueron dos o tres veces más altas de lo que Activision había esperado originalmente, lo que provocó la realización de una secuela.

## Secuelas y otros medios
Activision anunció una secuela, Skylanders: Giants, que se lanzó en octubre de 2012. También se creó un juego web llamado Skylanders: Universe, pero fue descontinuado el 29 de abril de 2013. Una segunda secuela, Skylanders: Swap Force, se lanzó en octubre de 2013. Una tercera secuela, Skylanders: Trap Team, se lanzó en octubre de 2014. Una cuarta secuela, Skylanders: SuperChargers se lanzó en septiembre de 2015.
El 3 de mayo de 2012, una novela ilustrada titulada Skylanders: The Machine of Doom fue publicada en aplicaciones de libros electrónicos, que se establece como una precuela para Skylanders: Spyro's Adventure. Fue escrito por Cavan Scott bajo el seudónimo "Onk Beakman". Las novelas posteriores bajo el título Skylanders: Mask of Power se escribieron un año después del lanzamiento del primer libro; están ambientadas después de los eventos de The Machine of Doom y también son precuelas del primer videojuego de Skylanders. El octavo y último libro de la serie Mask of Power fue publicado el 3 de mayo de 2016.
Activison había comentado sobre la posibilidad de una película y serie de televisión de Skylanders como algo en lo que podrían crear a futuro. Mientras que Activision confirmó el 30 de mayo de 2013 que no había planes para una adaptación cinematográfica de Skylanders ni una serie de televisión, el 6 de noviembre de 2015, anunciaron la apertura de Activision Blizzard Studios, quienes estaban en proceso de desarrollar una serie de televisión de Skylanders; esta último se llama Academia Skylanders, que fue lanzado en Netflix el 28 de octubre de 2016.